# Gare de Schirmeck – La Broque
Gare de Schirmeck –  La Broque – stacja kolejowa w miejscowości Schirmeck, w departamencie Dolny Ren, w regionie Grand Est, we Francji. Jest zarządzana przez SNCF.

## Położenie
Znajduje się na linii Strasburg – Saint-Dié, na km 42,425, między stacjami Russ –  Hersbach i Rothau, na wysokości 316 m n.p.m.

## Historia
Stację otwarto 15 października 1877 przez Direction générale impériale des chemins de fer d’Alsace-Lorraine, kiedy otwarto odcinek linii z Mutzig do Rothau.

## Linie kolejowe
- Strasburg – Saint-Dié